# Уј
Уј (фр. Houilles) град је у Француској, у департману Ивлен.
По подацима из 1999. године број становника у месту је био 29.634.

## Демографија
| 1962.  | 1968.  | 1975.  | 1982.  | 1990.  | 1999.  | 2011.  |
| ------ | ------ | ------ | ------ | ------ | ------ | ------ |
| 26.370 | 29.338 | 30.345 | 29.537 | 29.650 | 29.634 | 31.952 |

## Партнерски градови
- Фридрихсдорф
- Chesham
- Шелше
- Celorico de Basto